# Anhelina Kalinina
Anhelina Serhiїvna Kalinina (in ucraino Ангеліна Сергіївна Калініна?; Nova Kachovka, 7 febbraio 1997) è una tennista ucraina.

## Biografia
Vincitrice di 15 titoli nel singolare e 3 titoli nel doppio nel circuito ITF, il 22 maggio 2023 ha raggiunto la sua migliore posizione nel singolare WTA piazzandosi 25º. Il 27 gennaio 2025 ha raggiunto il miglior piazzamento mondiale nel doppio alla posizione nº 92.
Nel 2014, Anhelina ha vinto il doppio ragazze agli Australian Open in coppia con Elizaveta Kuličkova, sconfiggendo Katie Boulter e Ivana Jorović in finale. Più tardi quell'anno, lei ha raggiunto la finale degli US Open junior, perdendo da Marie Bouzková in due set.

### 2021: prima finale WTA
Anhelina tenta le qualificazioni all'Australian Open: batte Pemra Özgen (6-1 6-1) per poi cedere a Kaja Juvan (2-6 4-6). In aprile, a Oeiras, vince il suo 11º titolo ITF, sconfiggendo Jang Su-jeong in finale. Successivamente, vince un altro titolo ITF in quel di Zagabria, superando in finale Kamilla Rachimova per 6-1 6-3. Partecipa poi al Roland Garros: passa le qualificazioni eliminando Mel'nikova, Boisson e Cristian senza cedere set; al primo turno, si impone sulla ex-numero 1 del mondo Angelique Kerber per 6-2 6-4. Al secondo, viene battuta da Danielle Collins (0-6 2-6). A Wimbledon non riesce a superare il tabellone cadetto, fermandosi all'ultimo turno contro D'jačenko (4-6 3-6). Successivamente, vince due titoli ITF di fila a Montpellier (in finale su Mayar Sherif) e a Contrexeville (in finale sull'ungherese Gálfi). Prende poi parte al WTA '250' di Budapest: senza perdere alcun set, arriva in finale, grazie ai successi su Kalinskaja (6-4 7-6(5)), la n°3 del seeding Pera (7-5 6-3), Udvardy (doppio 6-4) e la n°2 del tabellone Collins (7-6(5) 4-1 e ritiro). Per l'ucraina è la prima finale WTA della carriera: nell'ultimo atto, si arrende alla 1ª testa di serie Julija Putinceva, con lo score di 4-6 0-6. Sul cemento americano, ottiene il secondo turno allo US Open, cedendo a Kerber (3-6 2-6); a Portoroz è costretta al ritiro prima di scendere in campo nel match di secondo round contro Tamara Zidanšek. A Mosca si impone sulla top-30 Kasatkina (6-2 6-3) prima di perdere da Ekaterina Aleksandrova in due set. A Cluj Napoca, batte Kerkhove (6-1 6-1) e Friedsam (6-2 6-2), raggiungendo il suo secondo quarto WTA del 2021: nella circostanza, viene sconfitta da Anett Kontaveit, che poi vincerà il titolo. A inizio novembre, Kalinina ottiene il 5º titolo ITF a Nantes, approfittando del ritiro di Océane Dodin nel corso della finale. A Linz, esce di scena al secondo round contro Veronika Kudermetova (6-4 4-6 2-6). Termina la stagione con il suo best-ranking, al n°52 del pianeta.

### 2022: primo titolo '125', quarti a Madrid e top-40
Nella tournée australiana, Anhelina ottiene due primi turni (Australian Open e Melbourne Summer Set II) e un secondo turno ad Adelaide. A Indian Wells, si impone su Clara Burel (6-3 6-2) per poi perdere dalla futura campionessa Iga Świątek (7-5 0-6 1-6). A Miami, dopo il successo su Gorgodze (6-2 3-6 6-3), batte la fresca semifinalista dell'Australian Open Madison Keys per 3-6 6-3 6-4 e poi Beatriz Haddad Maia (2-6 6-4 6-2), raggiungendo il quarto turno in un '1000' per la prima volta in carriera. Nella circostanza, è costretta al ritiro contro Jessica Pegula, dopo aver ceduto il primo set per 0-6. Grazie all'ottimo risultato, Kalinina entra nella top-50 e si piazza al n°42 della classifica mondiale, suo nuovo best-ranking. Successivamente, partecipa al WTA '500' di Charleston: elimina Sasnovič (6-4 6-4), la n°5 del seeding Rybakina (6-4 2-6 6-4) e Alizé Cornet (7-6(5) 7-5), raggiungendo il primo quarto di finale del 2022. Tra le ultime otto, cede alla top-ten Ons Jabeur, per 3-6 2-6. Gioca poi il '1000' di Madrid, dove batte Stephens e poi la n°9 del mondo Garbiñe Muguruza con un netto 6-3 6-0; agli ottavi, sconfigge la campionessa in carica degli US Open Emma Raducanu per 6-2 2-6 6-4, approdando a un quarto a questo livello per la prima volta in carriera; nella circostanza, soccombe a Jil Teichmann in due set. A Roma è costretta a dare forfait prima del match di secondo round contro Pegula. Al Roland Garros, si ferma al secondo turno, sconfitta questa colta sul campo da Jessica Pegula.
Sull'erba, dopo due scarsi risultati a 'S-Hertogenbosch e Berlino, raggiunge la prima semifinale annuale a Eastbourne, dove si arrende a Jeļena Ostapenko; al secondo turno, ha ottenuto però la sua seconda vittoria in carriera su una top-10, la n°5 del mondo Maria Sakkarī. A Wimbledon, perde il derby ai sessantaquattresimi contro Curenko.
Dopo diversi tornei senza acuti, ritorna nei quarti WTA a Cluj-Napoca, dove viene eliminata da Anna Blinkova. Chiude l'anno raggiungendo due buoni risultati a livello WTA '125': ad Angers, si arrende in semifinale ad Anna-Lena Friedsam; nella seconda circostanza, a Limogés, l'ucraina arriva in finale, dove si impone su Clara Tauson per 6-3 5-7 6-4, conquistando il primo titolo in questa categoria.
Anhelina termina il 2022 al n°52 del mondo, facendo registrare come best-ranking il n°34 a fine giugno.

### 2023: finale a Roma e top-25
Dopo un primo turno ad Adelaide, raggiunge i quarti ad Hobart, dove si arrende a Sofia Kenin. All'Australian Open, arriva per la prima volta in uno slam al terzo turno, imponendosi sull'ex semifinalista del torneo Coco Vandeweghe (6-3 6-1) e sulla n°15 del mondo Petra Kvitová (7-5 6-4); nei sedicesimi, cede il passo a Barbora Krejčíková in due set. Nel frattempo, sale fino alla 31ª posizione del ranking.
A Dubai, esce di scena agli ottavi contro Karolína Plíšková; a Indian Wells non va oltre il terzo turno mentre a Miami esce all'esordio contro Kenin. 
Sulla terra, non riesce a difendere i buoni risultati del 2022 colti a Charleston e Madrid: nel torneo americano, viene subito fermata da Kalinskaja mentre in Spagna, dopo il bye, viene eliminata da Mayar Sherif; a causa dei punti persi, scende fino alla 47ª piazza del ranking.
Partecipa quindi al torneo '1000' di Roma, dove è accreditata della 30ª testa di serie: dopo il bye, supera agevolmente Kalinskaja e Kenin; agli ottavi, estromette Madison Keys in rimonta (2-6 6-2 6-4), approdando al secondo quarto di livello '1000'. Nella circostanza, batte Beatriz Haddad Maia con lo score di 6(2)-7 7-6(6) 6-3, qualificandosi per la prima semifinale dell'anno. Tra le ultime quattro, elimina la russa Kudermetova per 6-2 al terzo set, accedendo alla finale più prestigiosa della carriera. Nell'ultimo atto, è costretta a ritirarsi sotto di un set e un gioco contro la top-10 Elena Rybakina. Grazie allo straordinario torneo, sale al n°25 del mondo, nuovo best-ranking per l'ucraina.
Al Roland Garros, viene sorpresa all'esordio dalla wild-card Diane Parry (2-6 3-6). Sull'erba, il miglior risultato è il secondo turno a Birmingham e Wimbledon. Anche il cemento americano regala pochi sussulti a Kalinina, che non va oltre il secondo round tra Washington, Montréal, Cincinnati, US Open, Cleveland e San Diego.
Dopo un secondo turno nel '1000' di Guadalajara, nella trasferta asiatica torna a vincere due partita di fila, per la prima volta da Roma, nell'ultimo '1000' stagionale di Pechino, dove batte la top-10 Markéta Vondroušová e Daria Saville; negli ottavi, cede il passo a Caroline Garcia in due set. A Zhengzhou, dopo due vittorie su Perez e Zvonarëva, si arrende alla futura campionessa Zheng (3-6 2-6).
Termina la stagione al n°27 del mondo, la miglior posizione di chiusura della carriera.

### 2024
La trasferta oceanica non porta a Kalinina nessun successo, con tre sconfitte all'esordio tra Brisbane, Adelaide e Australian Open. Ad Abu Dhabi coglie la prima vittoria dell'anno contro Lucia Bronzetti (6-1 7-6(1)) per poi cedere a Samsonova, che le concede 4 giochi. Anche a Doha arriva al secondo turno, dove si arrende a Ostapenko. Dopo un'uscita di scena prematura a Dubai, ad Austin arriva la prima semifinale WTA dell'anno: da prima testa di serie, l'ucraina elimina Bejlek, Osorio e Parry. Nel penultimo atto, soccombe a Xiyu Wang.

## Statistiche WTA

### Singolare

#### Sconfitte (2)
| Legenda              |
| -------------------- |
| Grande Slam (0)      |
| Argenti Olimpici (0) |
| WTA Finals (0)       |
| WTA Elite Trophy (0) |
| Dal 2010             |
| WTA 1000 (1)         |
| WTA 500 (0)          |
| WTA 250 (1)          |

| N. | Data           | Torneo                            | Superficie  | Avversaria in finale | Punteggio     |
| 1. | 18 luglio 2021 | Hungarian Grand Prix, Budapest    | Terra rossa | Julija Putinceva     | 4–6, 0–6      |
| 2. | 20 maggio 2023 | Internazionali BNL d'Italia, Roma | Terra rossa | Elena Rybakina       | 4–6, 0–1 rit. |

## Circuito WTA 125

### Singolare

#### Vittorie (1)
| N. | Data             | Torneo                       | Superficie  | Avversaria in finale | Punteggio     |
| 1. | 17 dicembre 2022 | Open BLS de Limoges, Limoges | Cemento (i) | Clara Tauson         | 6-3, 5-7, 6-4 |

## Statistiche ITF

### Singolare

#### Vittorie (15)
| Torneo $100.000 (1) |
| Torneo $80.000 (0)  |
| Torneo $75.000 (0)  |
| Torneo $60.000 (3)  |
| Torneo $50.000 (1)  |
| Torneo $25.000 (10) |
| Torneo $15.000 (0)  |
| Torneo $10.000 (0)  |

| N.  | Data            | Torneo                                                          | Superficie  | Avversaria in finale | Score             |
| 1.  | 12 aprile 2015  | St. Dominic USTA Pro Circuit $25,000 Challenger, Jackson        | Terra verde | Johanna Konta        | 6–3, 6–4          |
| 2.  | 19 aprile 2015  | Pelham Racquet Club Women's $25K Pro Circuit Challenger, Pelham | Terra verde | Laura Siegemund      | 6–3, 7–5          |
| 3.  | 26 luglio 2015  | FSP Gold River Women's Challenger, Sacramento                   | Cemento     | An-Sophie Mestach    | 4–6, 6–4, 6–3     |
| 4.  | 15 gennaio 2017 | Daytona Beach Open, Daytona Beach                               | Terra verde | Elizabeth Halbauer   | 6–1, 6–2          |
| 5.  | 29 gennaio 2017 | Saddlebrook USTA Pro Circuit Women's, Wesley Chapel             | Terra verde | Elizaveta Iančuk     | 6–4, 6–4          |
| 6.  | 9 luglio 2017   | Darmstadt Tennis International, Darmstadt                       | Terra rossa | Bernarda Pera        | 6–2, 0–6, 6–3     |
| 7.  | 14 gennaio 2018 | Daytona Beach Open, Daytona Beach                               | Terra verde | Grace Min            | 1–6, 7–5, 6–0     |
| 8.  | 21 gennaio 2018 | USTA National Campus Pro Tennis Classic, Orlando                | Terra verde | Julia Grabher        | 6–2, 3–6, 7–5     |
| 9.  | 8 aprile 2018   | St. Dominic USTA Pro Circuit $25,000 Challenger, Jackson        | Terra verde | Gaia Sanesi          | 6–0, 6–1          |
| 10. | 16 giugno 2019  | Zubr Cup, Přerov                                                | Terra rossa | Elica Kostova        | 6–1, 4–6, 6–1     |
| 11. | 25 aprile 2021  | Oeiras Ladies Open, Oeiras                                      | Terra rossa | Jang Su-jeong        | 6–4, 4–6, 6–4     |
| 12. | 2 maggio 2021   | Zagreb Ladies Open, Zagabria                                    | Terra rossa | Kamilla Rachimova    | 6–1, 6–3          |
| 13. | 4 luglio 2021   | Open Montpellier Méditerranée Métropole Hérault, Montpellier    | Terra rossa | Mayar Sherif         | 6–2, 6–3          |
| 14. | 11 luglio 2021  | Grand Est Open 88, Contrexéville                                | Terra rossa | Dalma Gálfi          | 6–2, 6–2          |
| 15. | 7 novembre 2021 | Engie Open Nantes Atlantique, Nantes                            | Cemento (i) | Océane Dodin         | 7-6(4), 1-0, rit. |

#### Sconfitte (9)
| Torneo $100.000 (1) |
| Torneo $80.000 (1)  |
| Torneo $75.000 (0)  |
| Torneo $60.000 (1)  |
| Torneo $50.000 (0)  |
| Torneo $25.000 (6)  |
| Torneo $15.000 (0)  |
| Torneo $10.000 (0)  |

| N. | Data             | Torneo                                                   | Superficie    | Avversaria in finale | Score            |
| 1. | 3 novembre 2013  | Republican Girls, Istanbul                               | Cemento (i)   | Ksenija Pervak       | 0–6, 5–7         |
| 2. | 24 novembre 2013 | UTF Cup, Buča                                            | Sintetico (i) | Polina Vinogradova   | 6–4, 3–6, 4–6    |
| 3. | 6 aprile 2014    | St. Dominic USTA Pro Circuit $25,000 Challenger, Jackson | Terra verde   | Ulrikke Eikeri       | 2–6, 4–6         |
| 4. | 9 novembre 2014  | Open Feminin 50, Équeurdreville                          | Cemento (i)   | Stéphanie Foretz     | 2–5, rit.        |
| 5. | 15 novembre 2015 | Slovak Open, Bratislava                                  | Cemento (i)   | Jesika Malečková     | 6–4, 6(3)–7, 4–6 |
| 6. | 29 aprile 2018   | Boyd Tinsley Women's Clay Court Classic, Charlottesville | Terra verde   | Mariana Duque Mariño | 6–0, 1–6, 2–6    |
| 7. | 27 ottobre 2019  | Texas Tennis Open, Dallas                                | Cemento       | Jamie Loeb           | 0–6, 7–6(3), 0–6 |
| 8. | 10 novembre 2019 | Lexus of Las Vegas Open, Las Vegas                       | Cemento       | Mayo Hibi            | 2–6, 7–5, 2–6    |
| 9. | 9 febbraio 2020  | Dow Corning Tennis Classic, Midland                      | Cemento (i)   | Shelby Rogers        | w/o              |

### Doppio

#### Vittorie (3)
| Torneo $100.000 (0) |
| Torneo $80.000 (0)  |
| Torneo $75.000 (0)  |
| Torneo $60.000 (0)  |
| Torneo $50.000 (1)  |
| Torneo $25.000 (2)  |
| Torneo $15.000 (0)  |
| Torneo $10.000 (0)  |

| N. | Data             | Torneo                            | Superficie    | Compagna             | Avversarie in finale                 | Score       |
| 1. | 22 novembre 2014 | Hart Open, Zawada                 | Sintetico (i) | Anna Shkudun         | Gabriela Chmelinová Karolína Muchová | 6–0, 7–6(3) |
| 2. | 4 aprile 2015    | Oaks Club Challenger, Osprey      | Terra verde   | Oleksandra Korašvili | Verónica Cepede Royg María Irigoyen  | 6–1, 6–4    |
| 3. | 14 gennaio 2017  | Daytona Beach Open, Daytona Beach | Terra verde   | Robin Anderson       | Paula Kania Katarzyna Piter          | 6–4, 6–1    |

#### Sconfitte (3)
| Torneo $100.000 (0) |
| Torneo $80.000 (0)  |
| Torneo $75.000 (0)  |
| Torneo $60.000 (1)  |
| Torneo $50.000 (0)  |
| Torneo $25.000 (2)  |
| Torneo $15.000 (0)  |
| Torneo $10.000 (0)  |

| N. | Data             | Torneo                                                | Superficie    | Compagna            | Avversarie in finale                | Score            |
| 1. | 24 novembre 2013 | UTF Cup, Buča                                         | Sintetico (i) | Elizaveta Kuličkova | Sofia Šapatava Anastasyja Vasyl'eva | 6(4)–7, 2–6      |
| 2. | 25 febbraio 2017 | Del Mar Financial Partners Inc. Open, Rancho Santa Fe | Cemento       | Chiara Scholl       | Kayla Day Caroline Dolehide         | 3–6, 6–1, [7–10] |
| 3. | 8 giugno 2019    | Bella Cup, Toruń                                      | Terra rossa   | Robin Anderson      | Rebeka Masarova Rebecca Šramková    | 4–6, 6–3, [4–10] |

## Grand Slam Junior

### Singolare

#### Sconfitte (1)
| Tornei del Grande Slam  |
| ----------------------- |
| Australian Open (0)     |
| Open di Francia (0)     |
| Torneo di Wimbledon (0) |
| US Open (1)             |

| N. | Data             | Torneo            | Superficie | Avversaria in finale | Punteggio   |
| 1. | 6 settembre 2014 | US Open, New York | Cemento    | Marie Bouzková       | 4–6, 6(5)–7 |

### Doppio

#### Vittorie (1)
| Tornei del Grande Slam  |
| ----------------------- |
| Australian Open (1)     |
| Open di Francia (0)     |
| Torneo di Wimbledon (0) |
| US Open (0)             |

| N. | Data            | Torneo                     | Superficie | Compagna            | Avversarie in finale        | Punteggio |
| 1. | 25 gennaio 2014 | Australian Open, Melbourne | Cemento    | Elizaveta Kuličkova | Katie Boulter Ivana Jorović | 6–4, 6–2  |

#### Sconfitte (1)
| Tornei del Grande Slam  |
| ----------------------- |
| Australian Open (0)     |
| Open di Francia (0)     |
| Torneo di Wimbledon (1) |
| US Open (0)             |

| N. | Data          | Torneo                      | Superficie | Compagna        | Avversarie in finale                  | Punteggio |
| 1. | 6 luglio 2013 | Torneo di Wimbledon, Londra | Erba       | Iryna Šymanovič | Barbora Krejčíková Kateřina Siniaková | 3–6, 1–6  |

## Vittorie contro giocatrici Top 10
| Stagione | 2022 | 2023 | 2024 | Totale |
| Vittorie | 2    | 1    | 2    | 5      |

| #    | Giocatrice              | Ranking | Evento                                   | Superficie  | Turno | Punteggio     | Rank. AKR |
| ---- | ----------------------- | ------- | ---------------------------------------- | ----------- | ----- | ------------- | --------- |
| 2022 |                         |         |                                          |             |       |               |           |
| 1.   | Garbiñe Muguruza        | 9       | Madrid Open, Madrid                      | Terra rossa | 2T    | 6-3, 6-0      | 37        |
| 2.   | Maria Sakkarī           | 5       | Eastbourne International, Eastbourne     | Erba        | 2T    | 3-6, 7-5, 6-4 | 36        |
| 2023 |                         |         |                                          |             |       |               |           |
| 3.   | Markéta Vondroušová (1) | 8       | China Open, Pechino                      | Cemento     | 1T    | 1-6, 6-4, 6-1 | 28        |
| 2024 |                         |         |                                          |             |       |               |           |
| 4.   | Aryna Sabalenka         | 2       | Miami Open, Miami Gardens                | Cemento     | 3T    | 6-4, 1-6, 6-1 | 36        |
| 5.   | Markéta Vondroušová (2) | 6       | Internationaux de Strasbourg, Strasburgo | Terra rossa | QF    | 5-7, 6-3, 6-2 | 56        |